# 神七鸟属
神七鸟属（学名：Shenqiornis）是反鸟类下的一个属。 发现于中国河北省花吉营组的桥头段，年代尚不确定。桥头段所处的地质年代可能接近于早白垩世的义县组，约1.22亿年前。
模式种孟氏神七鸟（Shenqiornis mengi）于2010年被正式命名。孟氏神七鸟的属名结合了中国载人航天飞船“神舟七号”的名称与希腊语“鸟”的含义，种名则是为了纪念大连自然博物馆原馆长孟庆金。孟氏神七鸟的化石来自编号为DNHM D2950-2951的正模标本。